# زينب بنت سليمان
زيْنَب بنتُ سُليمان العبَّاسي أميرة عبَّاسيَّة، من ذوات الرَّأي والفصاحة، روت عن أبيها وجدها وسمعت الأحاديث، عاصرت سبعةُ خُلفاء من بَني العَبَّاس، من السَّفاح حتَّى المأموُن، وكانوا يُبجِّلونها ويُقدّمونها. ولدت في السنوات الأخيرة من العصر الأموي، ونشأت مع أهلها في بلدة الحميمة بالشام، وكانت إقامتها في بغداد. تزوجت محمد بن إبراهيم الإمام، وأنجبت له عبدُ الله، وإليها ينسب الزَّينبيُّون من ولد العباس؛ لأن زوجها كان له ولد من غيرها فنسب ولدها إليها ليفرق بينهم وبين ولد الزوج الأخرى. عُمّرت طويلا، وبقيت إلى سنة بضع عشرة ومئتين، ويقال عاشت إلى بعد المأموُن.

## نسبها
زينب بنت سليمان بن علي السجاد بن عَبدِ الله بن اَلعبَّاس بن عبد المُطلب.

## روايتها للحديث
قال جعفر بن عبد الواحد الهاشمي قال: قالت لي زينب ابنة سليمان عن أبيها عن جدها عن ابن عباس: أن النبي صلى الله عليه وسلم كان إذا خرج في الصيف خرج ليلة الجمعة، وإذا دخل في الشتاء دخل ليلة الجمعة.
قال أحمد بن الخليل بن مالك بن ميمون أبو العباس قال: رأيت زينب بنت سليمان بن علي بن عبد الله بن عباس أيام المأمون، وقد دخلت دار أمير المؤمنين، فرفع عطاء لها الستر، وعلي بن صالح يومئذ الحاجب حاجب المأمون. وعطاء يخلفه، فقام إليها فقبل رجلها في الركاب وهي على حمار لها أشهب، مختمر بخمارة عدني أسود، وعليها طيلسان مطبق أبيض. فقال علي بن صالح لها: يا مولاتي، حديث سمعته من أمير المؤمنين يذكره عنك، قالت اذكر منه شيئا، قال حديث أبيك عبد الله بن عباس حين بعثه العباس إلى النبي صلى الله عليه وسلم، فسمعت زينب تقول: أخبرني أبي عن جدي عن أبيه عبد الله بن عباس قال: بعثني أبي العباس إلى النبي صلى الله عليه وسلم فجئت وعنده رجل فقمت خلفه، فلما قام الرجل التفت إلي فقال: «يا حبيبي متى جئت؟» قلت: منذ ساعة، قال: «فرأيت عندي أحد؟» قلت: نعم! الرجل قال: «ذاك جبرائيل، أما إنه ما رآه أحد إلا ذهب بصره، إلا أن يكون نبيا، وأنا أسأل الله أن يجعل ذلك في آخر عمرك، اللهم فقهه في الدين، وعلمه التأويل، واجعله من أهل الإيمان».